# Катастрофа Boeing 727 под Токио
Катастрофа Boeing 727 под Токио — крупная авиационная катастрофа, произошедшая в пятницу 4 февраля 1966 года. Авиалайнер Boeing 727-81 авиакомпании All Nippon Airways выполнял плановый внутренний рейс JA60 по маршруту Саппоро—Токио, но при заходе на посадку в аэропорту назначения рухнул в Токийский залив и полностью разрушился. Погибли все находившиеся на его борту 133 человека — 126 пассажиров и 7 членов экипажа.
На тот момент это была вторая крупнейшая авиационная катастрофа в мире и крупнейшая авиакатастрофа в Японии (на 2025 год — 4-я, после катастроф над Сидзукуиси, в Нагое и под Токио), также это 11-я (по числу погибших) катастрофа в истории самолёта Boeing 727, также это сделало её крупнейшей авиационной катастрофой 1966 года.

## Самолёт
Boeing 727-81 с бортовым номером JA8302 (заводской — 18822, серийный — 126) был выпущен корпорацией The Boeing Company в 1965 году и свой первый полёт совершил 11 марта. Его три турбореактивных двигателя были модели Pratt & Whitney JT8D-7 и развивали тягу по 12 600 фунтов. В компанию All Nippon Airways он поступил к 27 марта.

## Хронология событий
Авиалайнер выполнял рейс JA60 из Саппоро в Токио. В 18:00 он вылетел из аэропорта Титосэ, а на борту находились 7 членов экипажа и 126 пассажиров. На подходе к токийскому аэропорту Ханэда пилоты выбрали заход на ВПП №33R со стороны Токийского залива, хотя обычно для данного рейса выполнялся заход со стороны суши. Вероятно, это было связано с тем, что при заходе со стороны залива, а не берега, можно было перейти на визуальный полёт, который более удобен, нежели полёт по приборам.
В 19:00:20 с самолёта доложили о визуальном заходе на посадку, после чего связь прервалась. Авиадиспетчер попытался вызвать их, но ему не ответили, а отметка рейса пропала с экранов. Тогда диспетчер связался с Convair 880 компании Japan Airlines и спросил, видят ли они рейс 060, на что пилоты доложили о наблюдении вспышки в заливе; также о вспышке в заливе впоследствии сообщили и рыбаки. В 20:00 на поиск авиалайнера были отправлены корабли и самолёты береговой охраны и Воздушных сил самообороны. Они обнаружили на поверхности воды большое масляное пятно, что подтвердило худшие опасения — рейс JA60 врезался в воду в 12 километрах от аэропорта и ушёл на дно.
В катастрофе погибли все 133 человека на борту, что на то время являлось крупнейшей в мире катастрофой одного самолёта, а также второй среди крупнейших катастроф мира вообще (после столкновения двух самолётов над Нью-Йорком в 1960 году). На 2025 год это 4-я по тяжести авиакатастрофа в Японии. Также 5 марта в процессе поисков потерпел катастрофу один из поисковых вертолётов, в результате чего погибли 3 члена экипажа.
В период до 14 апреля были подняты 132 тела, за исключением одной пассажирки, поиски которой были закончены 10 мая. Тело последней пассажирки было обнаружено 9 августа, когда его выбросило на побережье. Таким образом, все 133 погибших были найдены.

## Причины
Самолёт не был оснащён бортовыми самописцами, что сильно осложнило расследование, которое длилось 4 года. Согласно итоговому отчёту, истинная причина катастрофы не была установлена. По этому поводу существуют различные теории, в том числе ошибка в показаниях высотомера, нарушение в работе одного из двигателей, а также отказ спойлеров на одной из плоскостей крыла. Однако ни одну из этих теорий нельзя ни доказать, ни опровергнуть.

## Последствия
После данной катастрофы на всех авиалайнерах японских авиакомпаний стала обязательной установка параметрического и речевого самописцев. Также в планах полётов правила полётов по приборам стали обязательными.
Катастрофа рейса 060 стала первой в череде из пяти авиакатастроф, произошедших в Японии в 1966 году. Это нанесло серьёзный удар по имиджу японских авиакомпаний All Nippon Airways и Japan Airlines, в результате чего те были вынуждены сократить число рейсов.